# Красива лъжа
Красива лъжа (на испански: Volver a caer) е мексикански драматичен уеб сериал, продуциран от Ендемол Сайн Бумдог и Чолавуд Продуксионес за стрийминг платформата на ТелевисаУнивисион Vix. Версията, разработена от Алмудена Оканя и Аурора Гарсия Тортоса, е базирана на руския роман от 1877 г. Ана Каренина от Лев Толстой.
В главните роли са Кейт дел Кастийо, Макси Иглесиас и Рубен Самора.

## Сюжет
Анна Монтес де Ока е мексиканска състезателка по скокове във вода, носителка на златен медал, която се влюбва във Вико, млад музикант. Поради отхвърлянето на връзката им от обществото Анна и Вико предприемат пътешествие към себепознание.

## Актьори
- Кейт дел Кастийо – Ана Монтес де Ока
- Макси Иглесиас – Вико
- Рубен Самора – Хандро
- Лусия Гомес Робледо – Кити
- Едуарда Гурола – Доли
- Мартин Алтомаро – Оскар
- Даниел Товар – Левин
- Алесандро Ислас – Лео
- Вероника Теран – Илеана
- Луис Рабаго – Хорхе
- Камила Нунес – Лола
- Андре Тавера – Даниел
- Патрисио Лусио – Сантяго
- Марио Алберто Монрой – Николас
- Барбара Лопес – Мия
- Мар Карера – Ева
- Карен Леоне – Елса
- Алан Гутиерес – Адолфо
- София Ривера Торес – Продавачка
- Марсела Руис – Жулиет Juliette

## Премиера
Премиерата на сериала е по стрийминг платформата на ТелевисаУнивисион Vix на 20 януари 2023 г. Последният 6-и епизод е излъчен на 24 февруари 2023 г.

## Продукция
На 11 ноември 2021 г. е обявено, че Пантая и Ендемол Сайн Бумдог съвместно ще продуцират адаптация на романа от 1877 г. Ана Каренина  от Лев Толстой, базирана на австралийската телевизионна адаптация от 2015 г. Красивата лъжа. На 23 март 2022 г. снимките на сериала започват на място в град Мексико, като актьорският състав е обявен в същия ден. На 15 декември 2022 г. е обявено, че сериалът ще се излъчи премиерно по Vix+, след като ТелевисаУнивисион придобива Пантая.

## В България
Премиерата на сериала в България е на 26 юли 2025 г. по Би Ти Ви Стори. Ролите озвучават актьорите Ивет Торосян, Живка Донева, Татяна Етимова, Станислав Пищалов, Виктор Иванов; преводач e Боряна Нейкова, тонрежисьор е Галина Наумова. Обработката е на „Андарта Студио“.